# 科茲洛夫卡區

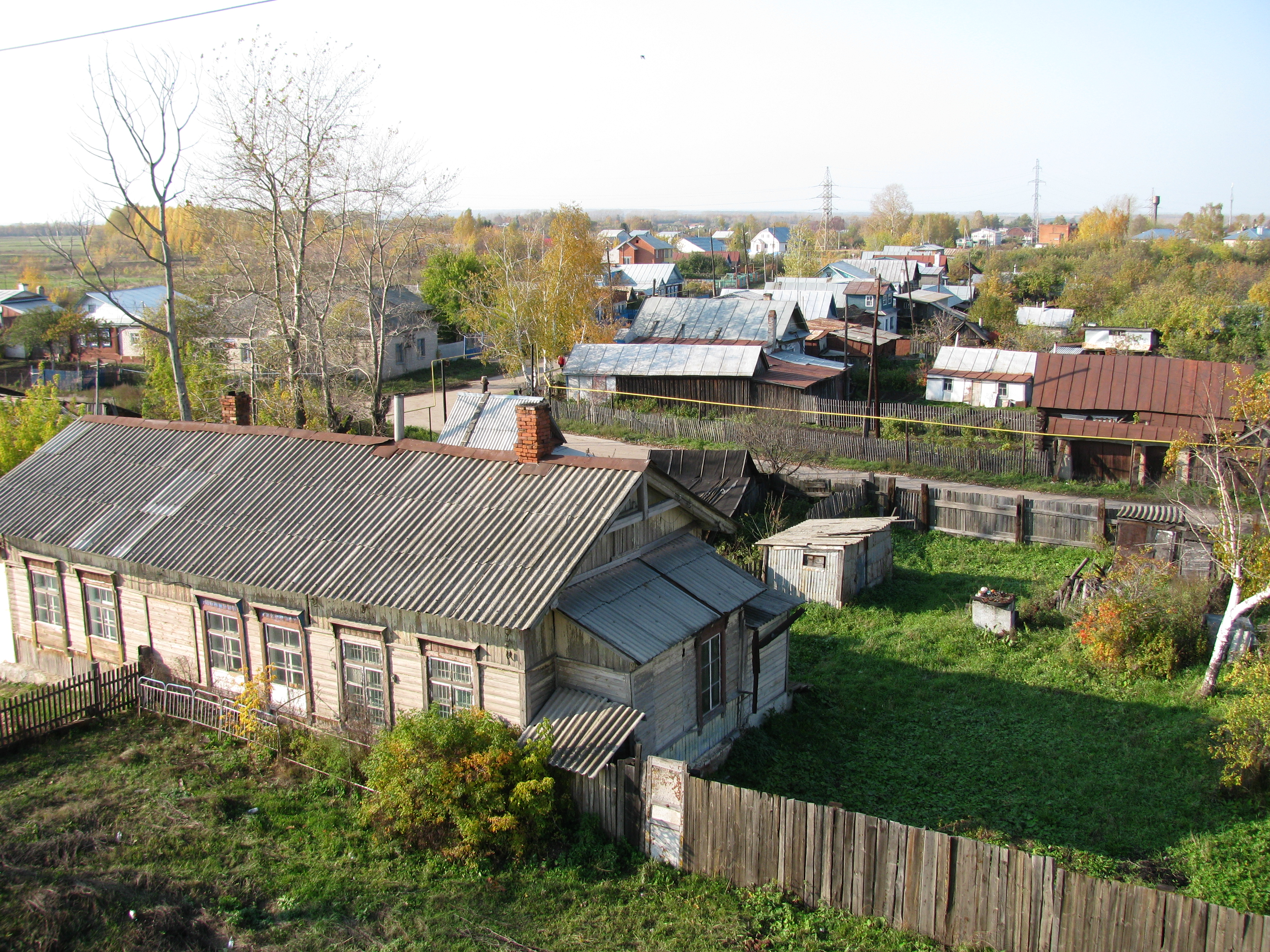

55°48′54″N 47°49′05″E / 55.815°N 47.818°E
科茲洛夫卡區（俄语：Козловский район），是俄羅斯的一個區，位於該國西部，由楚瓦什共和國負責管轄，面積517平方公里，2010年人口21,649，人口密度每平方公里41.89人。